# Vương Khải (diễn viên)
Vương Khải (tiếng Trung: 王凯, 18/08/1982) là một diễn viên Trung Quốc. Anh được biết đến qua những bộ phim Bắc Bình không chiến sự (2014), Kẻ Ngụy Trang, Lang Nha Bảng (2015), Nếu ốc sên có tình yêu (2016).

## Tiểu sử
Vương Khải tốt nghiệp khóa 03 khoa Biểu diễn Học viện Hí kịch Trung ương.
Năm 2005, Vương Khải tham gia bộ phim truyền hình đầu tay "Hàn Thu". Năm 2008, anh diễn xuất trong series phim truyền hình "Cô gái xấu xí". Năm 2010, anh tham gia diễn xuất trong bộ phim "Thanh niên trí thức" của đạo diễn Trương Tân Kiến. Tháng 6 năm 2012, Vương Khải diễn xuất trong phim "Tân thần thám liên minh, Bao đại nhân đến rồi". Trong năm 2013, với nhân vật Phương Mạnh Vi trong bộ phim chính kịch "Bắc Bình không chiến sự", Vương Khải đã nhận được sự chú ý của khán giả.
Năm 2014, nhờ bộ phim điện ảnh "Án kiện Hoàng Khắc Công", Vương Khải đã giành giải "Nam diễn viên mới xuất sắc nhất" của Diễn đàn thanh niên ảnh tượng Hoa ngữ lần thứ 9.
Trong năm 2015, nhờ vào hai nhân vật Minh Thành trong phim "Kẻ nguỵ trang" và Tĩnh Vương Tiêu Cảnh Diễm trong phim "Lang gia bảng", Vương Khải đã thu hút được một lượng lớn người hâm mộ. Tháng 10 cùng năm, anh tham gia phim điện ảnh "Đường sắt Phi Hổ" cùng diễn viên Thành Long.
Tháng 10 năm 2016, bộ phim truyền hình anh đảm nhận vai nam chính đầu tiên thuộc thể loại tình nghi phá án "Nếu ốc sên có tình yêu" được phát sóng. Tháng 12 cùng năm, bộ phim tình cảm lãng mạn "Từ bỏ em, giữ chặt em" do anh đóng chính phát sóng trên kênh Hồ Nam.
Ngày 31 tháng 3 năm 2017, phim điện ảnh "Hiến thân của kẻ tình nghi" khởi chiếu. Đây là phim điện ảnh đầu tiên anh đảm nhận nam chính và đã gặt hái doanh thu 402 triệu NDT. Cùng năm, Vương Khải tham gia phim điện ảnh "Bản sắc anh hùng 4" của đạo diễn Đinh Thịnh.

## Phim

### Truyền hình
| Năm        | Tên                                           | Vai                        |
| ---------- | --------------------------------------------- | -------------------------- |
| 2006       | Hàn Thu                                       | Hoàng Nguyên Thượng        |
| 2008       | Hoa đào quanh nhà                             | Hứa Nhất Lâm               |
| 2008- 2010 | Cô gái xấu xí                                 | Trần Gia Minh              |
| 2010       | Gọi tên đại minh tinh                         | Vương Thuỵ                 |
| 2011       | Thương Pháo Hầu                               | Đới Đao                    |
| 2012       | Thanh niên trí thức                           | Tề Dũng                    |
| 2013       | Tân thần thám liên minh, Bao đại nhân đến rồi | Công Tôn Trạch             |
| 2014       | Bắc Bình không chiến sự                       | Phương Mạnh Vi             |
| 2015       | Đợi em yêu anh                                | Khúc Hòa                   |
| 2015       | Chuyện cũ ở Thanh Đảo                         | Lưu Thừa Chí               |
| 2015       | Kẻ ngụy trang                                 | Minh Thành                 |
| 2015       | Lang Nha Bảng                                 | Tĩnh Vương Tiêu Cảnh Diễm  |
| 2015       | Hãy nhắm mắt khi anh đến                      | Lý Huân Nhiên              |
| 2016       | Truyền thuyết Thanh Khâu Hồ                   | Thạch Thái Phác            |
| 2016       | Bầu trời của nữ nhi                           | Ngô Đại Duy                |
| 2016       | Hoan Lạc Tụng                                 | Triệu Khải Bình            |
| 2016       | Từ bỏ em giữ chặt em                          | Trần Diệc Độ               |
| 2016       | Nếu ốc sên có tình yêu                        | Quý Bạch                   |
| 2017       | Hoan lạc tụng 2                               | Triệu Khải Bình            |
| 2018       | Đại giang đại hà                              | Tống Vận Huy               |
| 2020       | Thanh Bình Nhạc                               | Tống Nhân Tông Triệu Trinh |
| 2020       | Săn Cáo                                       | Hạ Viễn                    |
| 2022       | Hướng Gió Mà Đi                               | Cố Nam Đình                |

### Điện ảnh
| Năm  | Tên                                   | Vai               |
| ---- | ------------------------------------- | ----------------- |
| 2012 | Chó của tôi, tình yêu của tôi         | Sử Lộ Uy          |
| 2013 | Nghịch tập                            | Hách Thần         |
| 2014 | Thời đại hoàng kim                    | Cận Dĩ            |
| 2014 | Thân kỉ lan                           | Trương Giang Bình |
| 2014 | Án kiện Hoàng Khắc Công               | Hoàng Khắc Công   |
| 2016 | Đường sắt Phi Hổ                      | Phạm Xuyên        |
| 2017 | Hiến thân của kẻ tình nghi X          | Đường Xuyên       |
| 2018 | Bản sắc anh hùng 2018                 | Châu Khải         |
| 2021 | Dynasty Warriors: Chiến binh Tam Quốc | Tào Tháo          |

## Âm nhạc
| Năm  | Tên                  | Album                       | Thời lượng |
| ---- | -------------------- | --------------------------- | ---------- |
| 2013 | Khám phá thế giới    | Tân thần thám liên minh OST | 5:06       |
| 2015 | Xích huyết trường ân | Lang Nha Bảng OST           | 4:45       |
| 2018 | Viên đạn lạc quá khứ | Bản sắc anh hùng (2018) OST | 4:11       |

## Giải thưởng và đề cử
| Năm              | Lễ trao giải                                                  | Hạng mục                                      | Tác phẩm                                     | Kết quả         | Nguồn           |
| Giải thưởng lớn  | Giải thưởng lớn                                               | Giải thưởng lớn                               | Giải thưởng lớn                              | Giải thưởng lớn | Giải thưởng lớn |
| ---------------- | ------------------------------------------------------------- | --------------------------------------------- | -------------------------------------------- | --------------- | --------------- |
| 2014             | Giải diễn đàn điện ảnh thế hệ trẻ Trung Quốc lần thứ 9        | Nam diễn viên mới xuất sắc                    | Án kiện Hoàng Khắc Công                      | Đoạt giải       | [ 1 ]           |
| 2016             | Giải Kim Ưng lần thứ 28                                       | Nam diễn viên xuất sắc                        | Bắc Bình không chiến sự                      | Đề cử           | [ 2 ]           |
| 2016             | Giải Kim Ưng lần thứ 11                                       | Nam diễn viên được yêu thích nhất             | Bắc Bình không chiến sự                      | Đề cử           |                 |
| 2016             | Giải Hoa Đỉnh lần thứ 19                                      | Nam diễn viên xuất sắc                        | Kẻ ngụy trang                                | Đề cử           |                 |
| 2016             | Giải Bạch Ngọc Lan lần thứ 22                                 | Nam diễn viên phụ xuất sắc                    | Lang Nha Bảng                                | Đề cử           | [ 3 ]           |
| 2016             | Asia Rainbow TV lần thứ 3                                     | Nam diễn viên phụ xuất sắc                    | Lang Nha Bảng                                | Đoạt giải       | [ 4 ]           |
| 2019             | Giải Bạch Ngọc Lan lần thứ 25                                 | Nam diễn viên truyền hình xuất sắc            | Đại giang đại hà                             | Đề cử           | [ 5 ]           |
| 2019             | Giải Diễn viên Trung Quốc lần thứ 6                           | Nam diễn viên xuất sắc (Sapphire Category)    | Đại giang đại hà                             | Đoạt giải       | [ 6 ]           |
| 2020             | Giải Kim Ưng lần thứ 30                                       | Nam diễn viên xuất sắc                        | Đại giang đại hà                             | Đề cử           | [ 7 ]           |
| 2021             | Giải Bạch Ngọc Lan lần thứ 27                                 | Nam diễn viên truyền hình xuất sắc            | Đại giang đại hà                             | Đề cử           | [ 8 ]           |
| 2022             | Macau International Television Festival lần thứ 13            | Nam diễn viên xuất sắc                        | Đại giang đại hà                             | Đoạt giải       | [ 9 ]           |
| Giải thưởng khác |                                                               |                                               |                                              |                 |                 |
| 2015             | Lễ trao giải Cosmo Beauty                                     | Beautiful Idol Award                          | —                                            | Đoạt giải       | [ 10 ]          |
| 2015             | "Wind From The East" Entertainment Influence Awards           | Nam diễn viên truyền hình được yêu thích nhất | —                                            | Đoạt giải       | [ 11 ]          |
| 2015             | Danh sách Tiên phong Trung Quốc lần thứ 15                    | Nghệ sĩ của năm                               | —                                            | Đoạt giải       | [ 12 ]          |
| 2015             | Tencent White Paper                                           | Ngôi sao truyền hình của năm                  | —                                            | Đoạt giải       | [ 13 ]          |
| 2015             | Sohu Fashion Awards                                           | Most Charismatic Man                          | —                                            | Đoạt giải       | [ 14 ]          |
| 2015             | Quốc kịch thịnh điển lần thứ 7                                | Diễn viên nhảy vọt của năm                    | —                                            | Đoạt giải       | [ 15 ]          |
| 2015             | Quốc kịch thịnh điển lần thứ 7                                | Nam diễn viên được yêu thích nhất (đại lục)   | Lang Nha Bảng                                | Đoạt giải       | [ 15 ]          |
| 2016             | Lễ trao giải Weibo                                            | Nhân vật của năm                              | —                                            | Đoạt giải       | [ 16 ]          |
| 2016             | Lễ trao giải chất lượng phim truyền hình Trung Quốc lần thứ 1 | Nam diễn viên được yêu thích nhất             | —                                            | Đoạt giải       | [ 17 ]          |
| 2016             | Vision Youth Awards                                           | Nam diễn viên được yêu thích nhất             | —                                            | Đoạt giải       | [ 18 ]          |
| 2016             | L'Officiel Fashion Night                                      | Nam diễn viên lôi cuốn nhất                   | —                                            | Đoạt giải       | [ 19 ]          |
| 2016             | Lễ trao giải Cosmo Beauty                                     | Thần tượng có sức ảnh hưởng nhất              | —                                            | Đoạt giải       | [ 20 ]          |
| 2016             | Giải thưởng Baidu                                             | Nhân vật của năm                              | —                                            | Đoạt giải       | [ 21 ]          |
| 2016             | Giải thưởng Ngôi sao Video Tencent lần thứ 10                 | Nam diễn viên truyền hình xuất sắc            | Nếu ốc sên có tình yêu                       | Đoạt giải       | [ 22 ]          |
| 2017             | Toutiao "Super Star" Award Ceremony                           | Nam diễn viên triển vọng                      | —                                            | Đoạt giải       | [ 23 ]          |
| 2017             | Lễ trao giải Weibo                                            | Most Beautiful Performance                    | —                                            | Đoạt giải       | [ 24 ]          |
| 2017             | Lễ trao giải chất lượng phim truyền hình Trung Quốc lần thứ 2 | Most Marketable Actor                         | Nếu ốc sên có tình yêu, Từ bỏ em giữ chặt em | Đoạt giải       | [ 25 ]          |
| 2017             | Lễ trao giải điện ảnh Weibo                                   | Influential Actor of the Year                 | Hiến thân của kẻ tình nghi X                 | Đoạt giải       | [ 26 ]          |
| 2017             | BAZAAR Men of the Year Award Ceremony                         | Most Attractive Celebrity                     | —                                            | Đoạt giải       | [ 27 ]          |
| 2017             | Toutiao Award Ceremony                                        | Talented Actor of the Year                    | —                                            | Đoạt giải       |                 |
| 2017             | Lễ trao giải Cosmo Beauty                                     | Beautiful Person of the Year                  | —                                            | Đoạt giải       | [ 28 ]          |
| 2018             | Lễ trao giải Weibo                                            | Male God Award                                | —                                            | Đoạt giải       | [ 29 ]          |
| 2018             | Lễ trao giải chất lượng phim truyền hình Trung Quốc lần thứ 3 | Best Anticipated Actor by the Media           | —                                            | Đoạt giải       | [ 30 ]          |
| 2018             | L'Officiel Fashion Night                                      | Generation Creativity Award                   | —                                            | Đoạt giải       |                 |
| 2018             | Giải thưởng Ngôi sao Video Tencent lần thứ 12                 | Nam diễn viên truyền hình của năm             | —                                            | Đoạt giải       | [ 31 ]          |
| 2019             | Lễ trao giải chất lượng phim truyền hình Trung Quốc lần thứ 4 | Quality Star of the Year                      | —                                            | Đoạt giải       | [ 32 ]          |
| 2019             | Golden Bud - Liên hoan phim truyền hình mạng lần thứ 4        | Nam diễn viên xuất sắc                        | Đại giang đại hà                             | Đề cử           | [ 33 ]          |
| 2020             | China Literature Awards Ceremony                              | Heartthrob Actor                              | —                                            | Đoạt giải       | [ 34 ]          |

### Forbes China Celebrity 100
| Year | Rank | Ref.   |
| ---- | ---- | ------ |
| 2017 | 42nd | [ 35 ] |
| 2019 | 46th | [ 36 ] |
| 2020 | 26th | [ 37 ] |